# Neuville-lez-Beaulieu
Neuville-lez-Beaulieu település Franciaországban, Ardennes megyében. Lakosainak száma 327 fő (2022. január 1.). Neuville-lez-Beaulieu Antheny, Auvillers-les-Forges, Éteignières, Regniowez, Signy-le-Petit, Tarzy és Chimay községekkel határos.

## Népesség
A település népességének változása:
| Lakosok száma | 374  | 298  | 265  | 346  | 348  | 343  | 335  | 333  | 336  | 327  |
|               | 1975 | 1990 | 1999 | 2011 | 2013 | 2016 | 2017 | 2019 | 2020 | 2022 |